# Podleśne (Kruklanki)
Podleśne (deutsch Knobbenort) ist ein kleiner Ort in der polnischen Woiwodschaft Ermland-Masuren, der zur Landgemeinde Kruklanki (Kruglanken) im Powiat Giżycki (Kreis Lötzen) gehört.

## Geographische Lage
Podleśne liegt am Westrand des Borkener Forsts (auch: Borker Heide, polnisch Puszcza Borecka) im nördlichen Osten der Woiwodschaft Ermland-Masuren. Bis zur früheren Kreisstadt Angerburg (polnisch Węgorzewo) sind es 22 Kilometer in nordwestlicher Richtung. Die heutige Kreismetropole Giżycko (Lötzen) ist 18 Kilometer in südwestlicher Richtung entfernt.

## Geschichte
Das einstige Knobbenort bestand ursprünglich nur aus einem sehr großen Hof, hatte aber dennoch den Status einer Gemeinde. Nach 1785 findet sich auch die Namenschreibweise „Knobbenorth“.
Von 1874 bis 1945 war das Dorf in den Amtsbezirk Jesziorowsken (polnisch Jeziorowskie) eingegliedert, der – 1927 in „Amtsbezirk Seehausen“ umbenannt – zum Kreis Angerburg im Regierungsbezirk Gumbinnen der preußischen Provinz Ostpreußen gehörte. Im Jahre 1910 zählte Knobbenort 45 Einwohner.
In den Jahren 1928/29 fanden mehrere Eingemeindungen statt: nach Knobbenort wurden Frankenort (polnisch Jeleni Róg) und Groß Lenkuk (Łękuk Wielki) sowie das Forsthaus Teufelsberg (Diabla Góra) und das Waldgut Lötzen (Knieja Łuczańska) eingegliedert. Die Einwohnerzahl betrug 1933 insgesamt 182 und belief sich 1939 auf 197.
Mit dem gesamten südlichen Ostpreußen wurde Knobbenort 1945 in Kriegsfolge nach Polen überführt und erhielt die polnische Namensform „Podleśne“. Heute ist die nicht selbständige Ortschaft mit ihren Wohnplätzen Jeleni Róg und Łękuk Wielki in das Schulzenamt (polnisch sołectwo) Mosdzehnen (polnisch Możdżany) im Verbund der Landgemeinde Kruklanki (Kruglanken) einbezogen. Damit vollzog sich auch ein „Wechsel“ vom Kreis Angerburg in den Powiat Giżycki (Kreis Lötzen), der vor 1998 zur Woiwodschaft Suwałki gehörte und seither Teil der Woiwodschaft Ermland-Masuren ist.

## Religionen
Knobbenort war bis 1945 in die evangelische Kirche Kruglanken in der Kirchenprovinz Ostpreußen der Kirche der Altpreußischen Union und in die katholische Kirche St. Bruno in Lötzen (Giżycko) im Bistum Ermland eingepfarrt.
Heute ist Podleśne der katholischen Pfarrei Kruklanki im Bistum Ełk (Lyck) der Römisch-katholischen Kirche in Polen bzw. der evangelischen Kirche in Giżycko (mit Filialgemeinde in Pozezdrze) in der Diözese Masuren der Evangelisch-Augsburgischen Kirche in Polen zugeordnet.

## Verkehr
Podleśne ist auf einer zum Teil unwegsamen Nebenstraße zu erreichen, die von Kruklanki (Kruglanken) über Jeziorowskie (Jesziorowsken, 1927 bis 1945 Seehausen) nach Jeleni Róg (Frankenort) und Diabla Góra (Forsthaus Teufelsberg) führt.